# Alció d'Esmirna
L'alció d'Esmirna (Halcyon smyrnensis) és un halcioní, àmpliament distribuït a Àsia des de l'est del Sinaí, passant pel subcontinent indi fins a la Xina i Indonèsia. Aquest alcedínid és resident a gran part del seu àmbit de distribució, tot i que algunes poblacions poden fer moviments de curta distància. Sovint es pot trobar molt lluny de l'aigua on s'alimenta d'una àmplia gamma de preses que inclou petits rèptils, amfibis, crancs, petits rosegadors i fins i tot d'altres ocells. Durant l'època de cria, criden fort al matí des de perxes prominents, incloent-hi els cims d'edificis en zones urbanes o sobre cables.

## Taxonomia
L'alció d'Esmirna és un dels molts ocells que va ser descrit formalment per primera vegada pel naturalista suec Carl von Linné l'any 1758 en la desena edició de la seva Systema Naturae. Va encunyar el nom binomial Alcedo smyrnensis. Linné va citar la Història natural dels ocells d'Eleazar Albin publicada el 1738 que incloïa una descripció i una figura del "Blauet de Esmirna". El gènere actual Halcyon va ser introduït pel naturalista i artista anglès William John Swainson el 1821. Halcyon és un nom per a un ocell en la mitologia grega generalment associat amb el blauet L'epítet específic smyrnensis és un adjectiu per a la ciutat d’Esmirna, a Turquia.
Se'n reconeixen cinc subespècies:
- H. s. smyrnensis (Linnaeus, 1758) - se'l troba des del sud de Turquia al nord-est d'Egipte, i de l'Iraq al nord-oest de l'Índia.
- H. s. fusca (Boddaert, 1783) – viu a l'Índia occidental i Sri Lanka.
- H. s. perpulchra (Madarász, 1904) - distribuït des de Bhutan fins a l'est de l'Índia, Indoxina, la península de Malaia i Java occidental.
- H. s. saturatior (Hume, 1874) – específics de les Illes Andaman.
- H. s. fokiensis (Laubmann & Götz, 1926) - habitat el sud i l'est de la Xina, Taiwan i Hainan.

L'Alció gorjablanc (H. gularis) de les Filipines se sol considerar ara com una espècie separada. La base per a aquesta separació va ser proporcionada per un estudi molecular publicat el 2017 que va trobar que H. s. gularis estava més relacionat amb l'alció de Java (H. cyanoventris) que no pas amb Alció d'Esmirna. Van ser considerats com a espècies diferents per la Llista Vermella de la UICN i BirdLife International el 2014, i el Congrés Ornitològic Internacional va seguir el mateix criteri el 2022. Les varietats H. s. perpulchra i H. s. fokiensis de vegades s'inclouen a H. s. fusca.

## Descripció

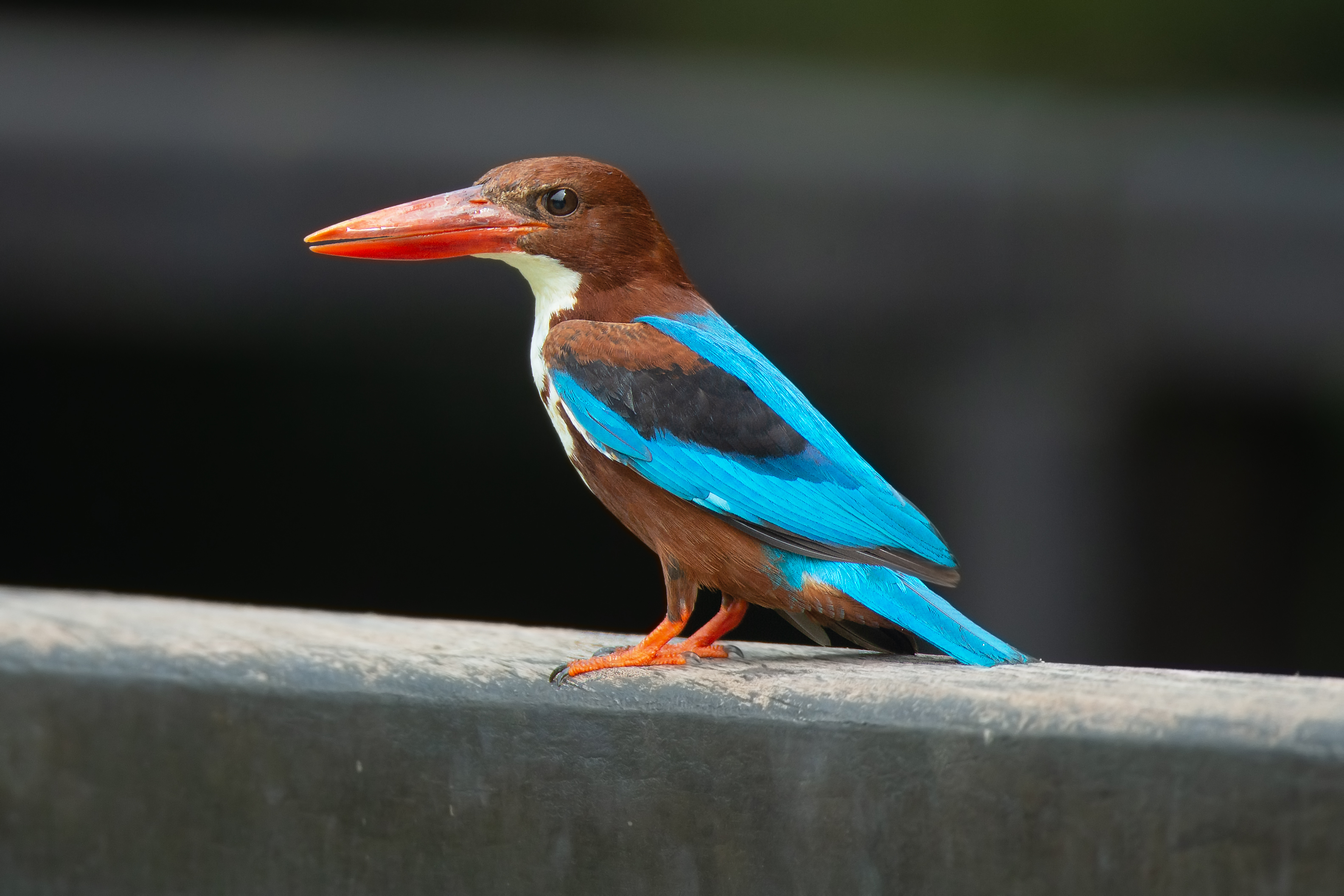
Als Jardins Botànics de Singapur

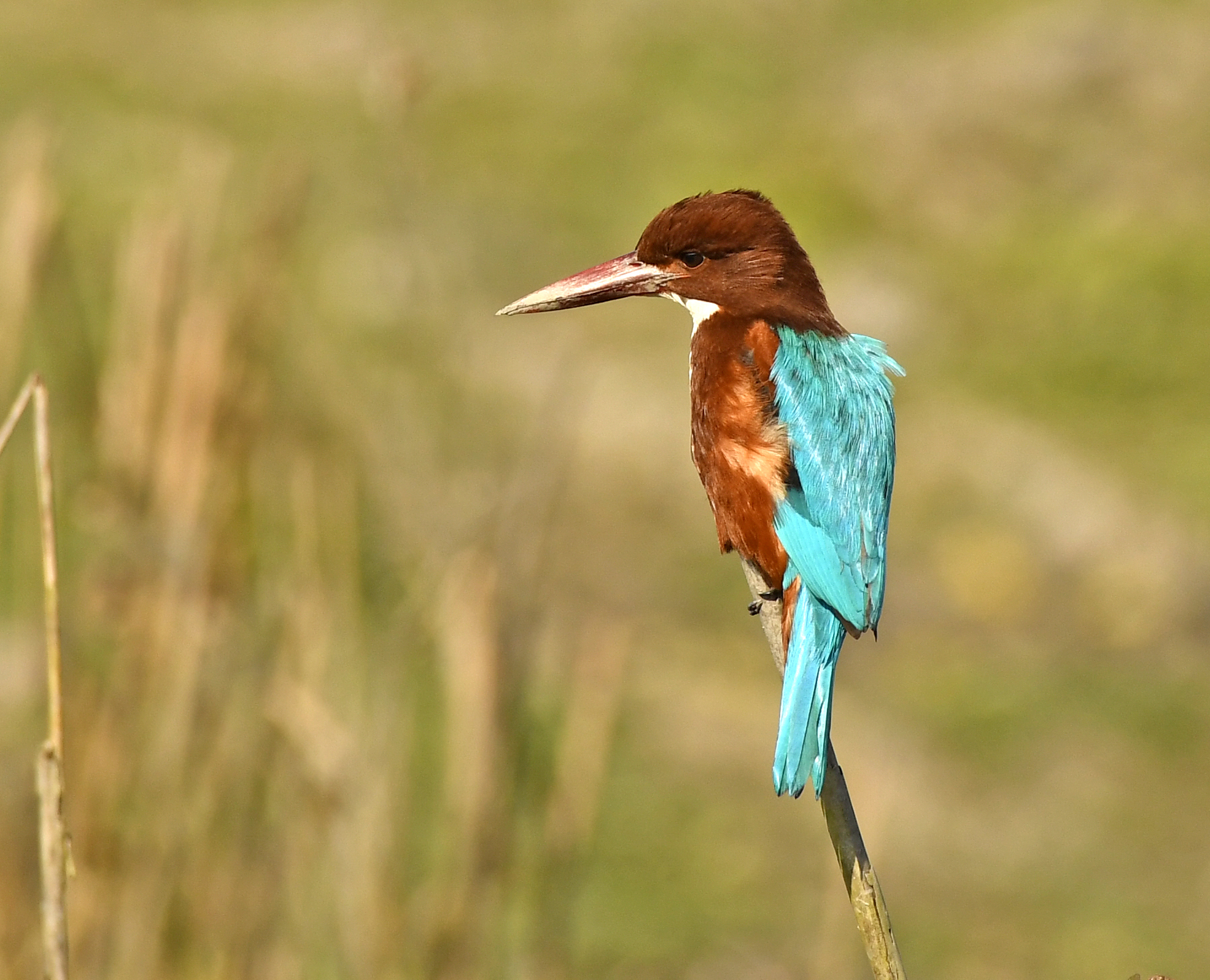
Al Parc Nacional de Kaziranga, Assam, Índia

Aquest és un alcedínid gran, d'uns 27–28 cm de longitud. L'adult té l'esquena, les ales i la cua de color blau brillant. El cap, les espatlles, els flancs i la part inferior del ventre són de color castany, i la gola i el pit són blancs. El bec i les grans potes són de color vermell brillant. El vol de l'alció d'Esmirna és ràpid i directe, les ales curtes i arrodonides emeten un zumzeig. En vol, són visibles unes grans taques blanques a les ales blaves i negres. Els dos sexes són semblants, però els joves són una versió més apagada de l'adult.
Aquesta espècie forma una superespècie amb l'Alció de Java (Halcyon cyanoventris) i la majoria de les obres principals reconeixen quatre races geogràfiques. Varien clinalment en grandària, els tons de blau al mantell són més verdosos en smyrnensis i fusca i més blaus o violacis en saturatior. H. s. gularis de les Filipines només té el coll i la gola blancs. De vegades es tracta com una espècie diferent, H. gularis. La raça fusca es troba a l'Índia peninsular i Sri Lanka i és una mica més petita, més blava i amb una part inferior de color marró fosc que la raça nominal que es troba al nord-oest de l'Índia. La raça saturatior es troba a les illes Andaman i és més gran amb les parts inferiors de color marró fosc. La raça perpulchra (no sempre reconeguda) es troba al nord-est de l'Índia i és més petita que la fusca amb les parts inferiors més pàl·lides. De vegades s'han observat individus amb albinisme.

## Distribució i hàbitat
L'Alció d'Esmirna és una espècie comuna en una gran varietat d'hàbitats, principalment a camp obert a les planes (però s'ha vist fins als 2286 m a l'Himàlaia) sobre arbres, filferros o altres perxes. El ventall de l'espècie s'està ampliant.
Aquest ocell està molt estès i les poblacions no estan amenaçades. La densitat mitjana sol ser de 4,58 individus per km². S'ha vist també als manglars de Sundarbans.

## Comportament i ecologia

### Cria
L'Alció d'Esmirna comença a reproduir-se a l'inici dels monsons. Els mascles se situen en llocs alts destacats del seu territori i criden a primera hora del matí. La cua es pot moure i en el seu festeig, les ales s'obren amb força durant un o dos segons deixant al descobert els miralls laterals blancs. També aixequen el bec alt i mostren la gola blanca i la part davantera del pit. La femella convidada fa una crida ràpida i prolongada kit-kit-kit... El niu és un túnel d'uns 50 cm de llarg, però s'ha observat un niu amb un túnel de fins a 90 cm) en un banc de terra. La construcció del niu comença amb els dos ocells volant cap a un mur de fang adequat fins que fan una escletxa on poden trobar una perxa per posar-s'hi. Posteriorment, continuen excavant el niu amb els becs. També s'han registrat nius en forma de túnel en un paller. Típicament, fan una posta única de 4-7 ous blancs rodons. Els ous triguen entre 20 i 22 dies a fer eclosió, mentre que els pollets s'envolen 19 dies després.

### Alimentació i dieta
Es posen de manera visible sobre filferros o altres perxes exposades dins del seu territori, i aquesta és una visió freqüent al sud d'Àsia. Aquesta espècie caça principalment crustacis grans, insectes, cucs de terra, rosegadors, serps, peixos i granotes. S'ha informat de la depredació d'ocells petits com el Zosterop oriental, el pollet d'una fredeluga de màscara roja, els pardals i les munias. Les cries s'alimenten principalment d'invertebrats. En captivitat, s'ha observat que poques vegades beu aigua tot i que es banya regularment.

### Moviments
De vegades s'han vist ocells atrets per les llums a la nit, especialment durant la temporada dels monsons, cosa que suggereix que són en part migratòries.

### Mortalitat
Amb un bec potent i un vol ràpid, aquests alciònids tenen pocs depredadors quan gaudeixen de bona salut i són rars els casos de depredació per milà negre o corb de la jungla, probablement sobre ocells malalts o ferits. Un individu trobat mort amb el bec incrustat a la fusta d'un arbre s'ha suggerit que podria ser a causa d'un accident durant la ràpida recerca d'una presa, possiblement un zosterop oriental. S'han observat alguns paràsits.
A la dècada de 1800 aquests ocells eren caçats per les seves plomes brillants que s'utilitzaven per adornar els barrets. És l'ocell estatal de l'estat de Bengala Occidental.